# عمارة المرابطين والموحدين

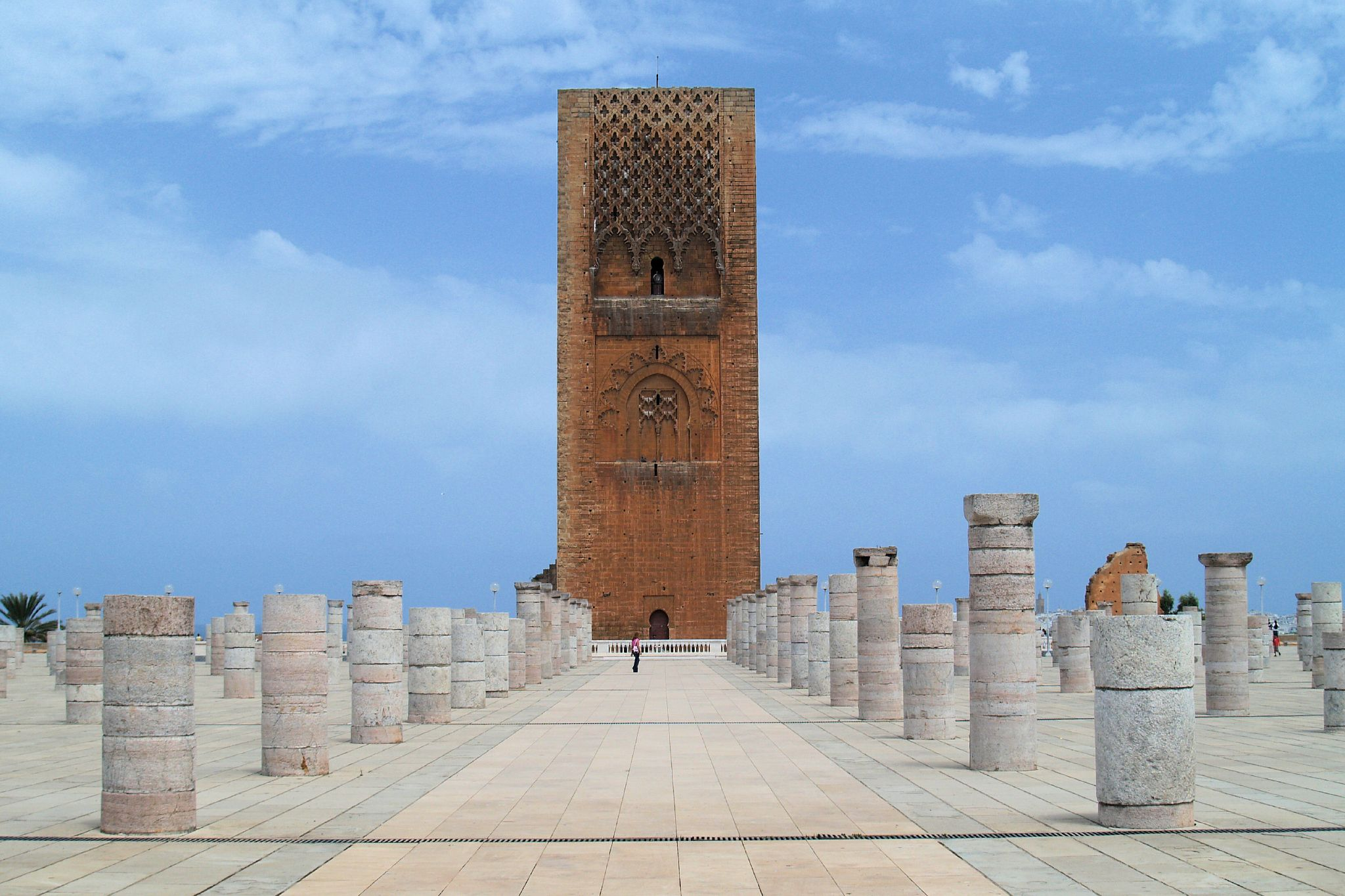
صومعة حسان، الرباط

تأثرت العمارة في البلاد المغاربية خلال عهد المرابطين والموحدين بين أعوام 1056 - 1269 م. بفنون العمارة في الأندلس بشكل كبير وواضح، مع تأثيرات مشرقية. كان للزهاد والصوفيين الذين كانوا مع المرابطين والموحدين بالمغرب آراؤهم في البذخ والترف في البناء، مما أدى إلى اعتدالها، بعد أن كان قد وصل إلى درجة كبيرة من الإسراف والترف في الزخرف، فكسب الفن الجديد جمالاً مميزا رغم بساطته.

## نشأتها
امتاز الفن المعماري قبل المرابطين بالطابع البربري البيزنطي، لكنه بقدوم المرابطين وضمهم لعدوة الأندلس إلى المغرب الإسلامي امتزج هذا الفن بالفن الأندلسي المتميز، وأنتج فنا خليطا بين الطابع المغاربي والأندلسي المتميز حيث ظهر هذا المزج في جل المباني الأثرية بالبلاد، وكان أول من بدأ عملية المزج يوسف بن تاشفين الذي أحضر أمهر الصناع من قرطبة إلى فاس، فأضافوا إليها فنادق وحمامات وسقايات.
فأدخل بذلك عنصرا جديدا في الفن البربري فتركز بذلك المزيج المغاربي الأندلسي في الحضارة المرابطية، فكان لفتح المرابطين أبوابَ المغرب على مصراعيه أمام الحضارة الأندلسية تأثيرٌ حيث تدفقت التأثيرات الأندلسية فبدأت تظهر على المدن المغاربية كتلمسان وسبتة وفاس وسلا.
ويمكن القول أن المغرب الإسلامي بتلاحمه مع الأندلس قد استفاد سياسيا وعلميا وفنيا، فبالإضافة إلى رحلات العلماء والتواصل بينهم ومد الجسور الذي كان بين العدوتين، كان هناك تقاطر للصناع والمهندسين على مدن المغرب الإسلامي كفاس وتلمسان- مثلا- وخصوصا القرطبيين منهم، لذلك يمكن اعتبار عصر المرابطين عصر الفن الأندلسي المغاربي بامتياز؛ إذ يبدو الطابع المغاربي في بناء الحصون والأسوار والقلاع، بينما يبدو الطابع الأندلسي في بناء القصور والدور وزخرفة المساجد وخاصة محاريبها.
كان المرابطون همزة وصل بين الأندلس والبربر وساعدوا على امتزاج وانصهار الحضارتين المختلفتين من كل الجوانب، وإذا كانت الأندلس قد خضعت سياسيا لحكم المغرب فإن المغرب كان إقليما فنيا أندلسيا حيث استقدم يوسف صناعا قرطبيين لبناء مؤسسات بفاس، بينما استفاد ابنه علي من مواهب مهندسي العدوة لإقامة قنطرة تانسيفت - مثلا- في مدخل حاضرة مراكش، وبفضل هؤلاء الغزاة الصحراويين فرض الفن الأندلسي روائعه على المغرب الإسلامي.

### انتشارها
غير المرابطون من شكل القرويين التي كانت على عهد الزناتيين، لكنهم بذلوا أقصى جهدهم في الإبقاء على أصولها الأولى، وذلك باحتفاظهم منذ البدء على تصميم «البلاطات الموازية لجدار القبلة» ، فصنعوا منبراً جديداً للقرويين خلف منبر الزناتيين تكسو جوانبه الزخارف الهندسية التي رصعت بالصدف الذي زخرفت به آيات من كتاب الله بالخطين الأندلسي والكوفي.

## تميزها
أهم ما يميز هذه العمارة:
- صفوف الأقواس الحاملة للسقف عمودية على جدار القبلة، كما في جامع عقبة بن نافع في القيروان، وفي جامع قرطبة الكبير.
- وجود المجاز القاطع الذي يصل بين الباب الرئيسي للقبلية والمحراب، مع تميز الأقواس الحاملة لسقفه عن بقية الأقواس بزخرفتها وتنوعها وكون سقفه أعلى من بقية سقوف القبلية.
- وجود القبة فوق المحراب التي تتشكل من أقواس متقاطعة فيها حشوات جصية مزخرفة أو تكون خشبية من الداخل، هرمية الشكل، يُغطي سطحها الخارجي القرميد.
- أقواس حدوة الفرس تكون دائرية أو مدببة أو مفصصة، وغالباً ما تكون كثيرة الفصوص.
- تستند الأقواس غالباً على دعامات آجرية يختلف شكلها حسب عدد الأقواس التي تستند إليها.
- الصحن صغير وتحيط به أروقة.
- المآذن ذات مقطع مربع.
- استخدام الفسيفساء الخزفية في الزخرفة على شكل لوحات في واجهات المباني والمآذن، معَ استمرار الزخرفة بالنقش على الجص (نقش حديدة)، ولقد بلغت النقوش الجصية أرقى مستوى لها في العمارة المرابطية.
- اعتمدت المواضيع الزخرفية على الأشكال الهندسية والعروق النباتية والأشرطة الكتابية التي اعتمدت بشكل رئيسي على الخط الكوفي، كما ظهر خط الثلث واستعمل للمرة الأولى في جامع تلمسان.

## العمارة المرابطية

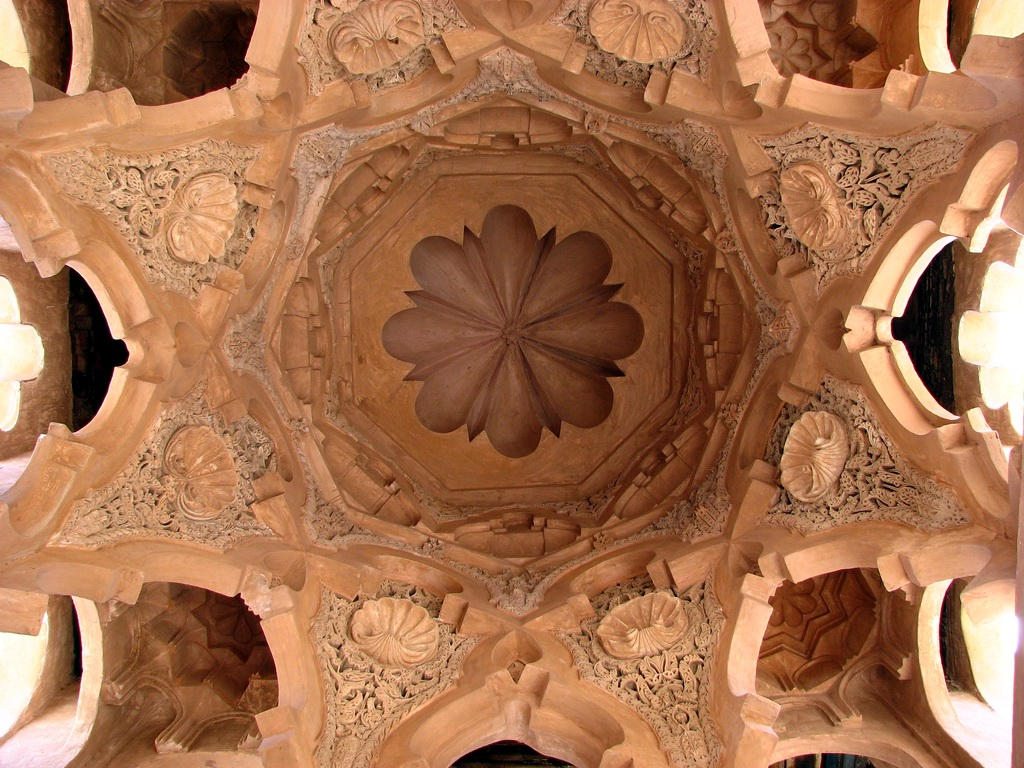
داخل القبة المرابطية.

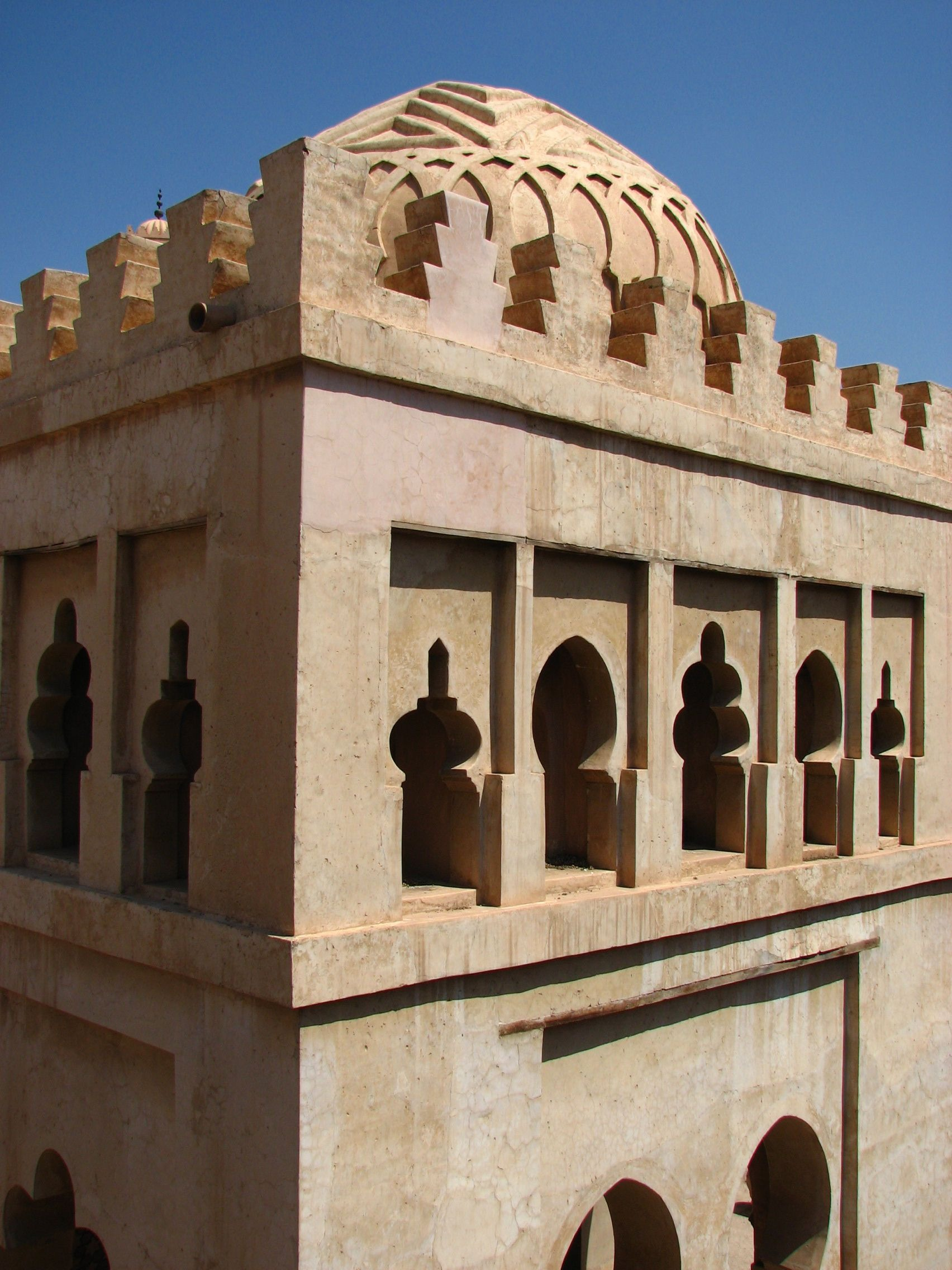
القبة المرابطية من الخارج.

وجَّهَ المرابطون عنايتهم لبناء المساجد ولا سيما في المدن التي أنشؤوها كمدينتي مراكش وتلمسان. مما يُلاحظُ على المًرابطين استعمالهم للصخر المرصوص الكبير في بنائهم ليظل بناؤهم قويا يقاوم الانهيار، ويظهر ذلك جلياً في جدران الحصون والقلاع الشاهقة التي بنوها من أجل الحراسة والدفاع واستكثروا منها في أنحاء مختلفة من المغرب والأندلس وشيدوها حتى في الصحراء، وتتصف هذه الحصون بأبراج نصف دائرية للمراقبة، ومن القلاع التي شيدها المرابطون على سبيل المثال قلعة بن تودة بمدينة فاس، والمعروف أن المرابطين في بداية عهدهم بالحكم لم يكونوا يحصنون المدن بالأسوار حيث يرون في ذلك ضعفا عن الدفاع، ثم لم يلبثوا بعد ذلك بعد اتصالهم بالأندلس أن أخذوا ببنائها وتفننوا في ذلك.

### القبة المرابطية
بُنيت قبة المرابطين في مراكش في القرن السادس الهجري/الثاني عشر الميلادي تحت رعاية علي بن يوسف.
تبدو القبة ضمن البنايات الباقية التي لحقها ضرر كبير، وهي عبارة عن جناح تعلوه قبة، تحتضن صهريجا للمياه المخصصة للوضوء، وتشكل ملحقة لمسجد علي ابن يوسف، الذي أتى على ذكره كافة الإخباريين، واختفى منذئذ.
ترتفع هذه القبة، التي يصفها مؤرخو الفن الإسلامي بـ«الرائعة»، وسط صحن محاط بتسع عشرة ميضأة عمومية، كانت مطمورة تحت عدة أمتار من الأنقاض والخرائب، ولم تتم إزالة الأتربة عنها إلا في عامي 1952 - 1953 ميلادي.
تضم القبة بمخططها المستطيل (طولها 7.30 أمتار وعرضها 5.50 أمتار)، مستويين متمايزين بوضوح، ويفصل بينهما على ارتفاع حوالي خمسة أمتار شريط زخرفي رقيق أملس وقليل البروز:
تتكون الزوايا الخارجية للمستوى الأول من أربعة دعامات متينة، وفتحت واجهاته على كل جانب من جوانبه الكبيرة بعقدين مزدوجين ومتجاوزين ومفصصين، وبعقد مفصص على كل واحد من جوانبه الصغرى.

### جامع تلمسان

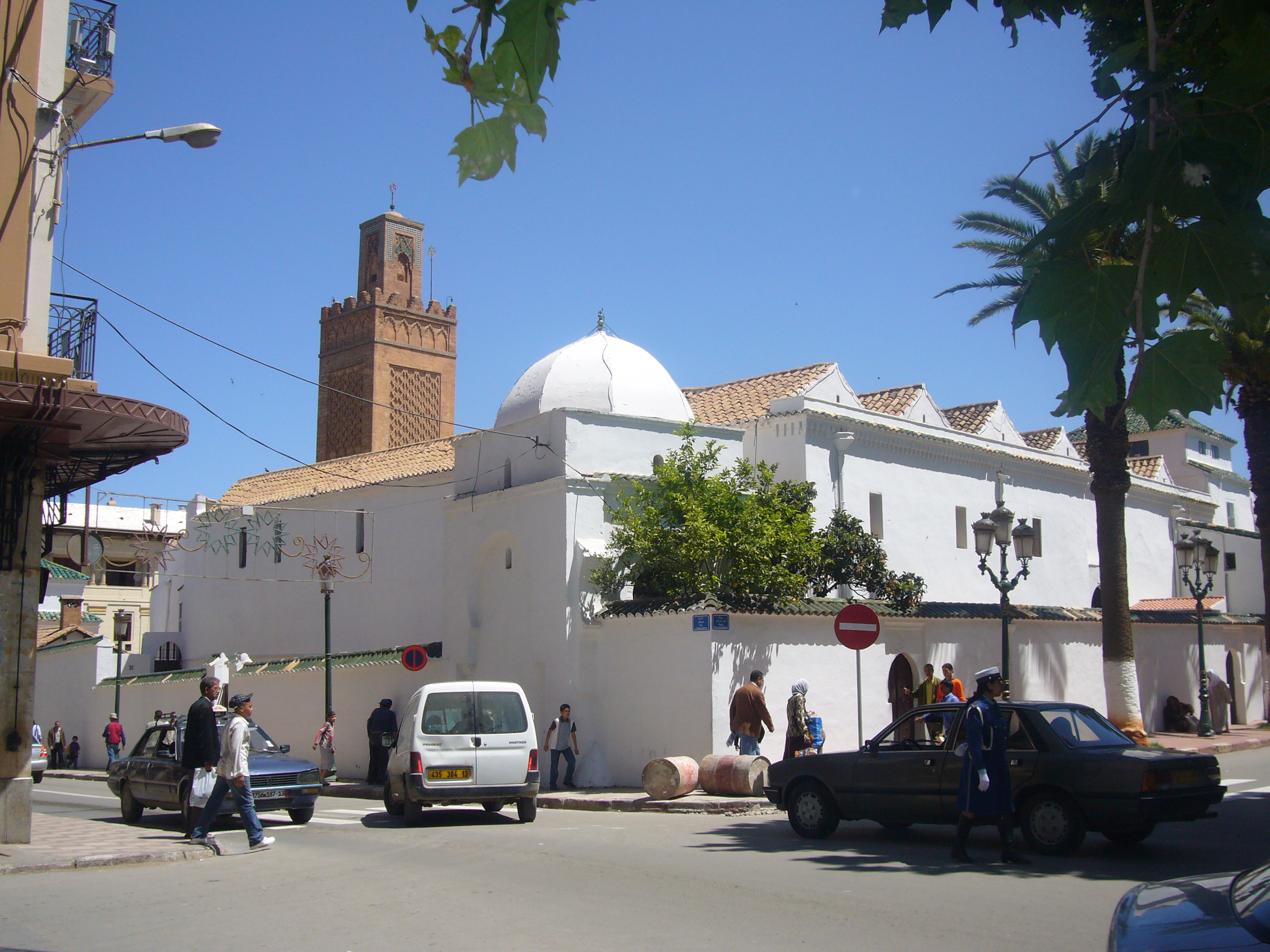
الجامع الكبير في تلمسان الذي أنشأه الخليفة المرابطي يوسف بن تاشفين وطوره ولده الخليفة علي بن يوسف بن تاشفين

شُيِّدَ جامع تلمسان بمدينة تلمسان في عام 574هـ تحت رعاية يوسف بن تاشفين، وأتم ابنه علي بن يوسف بناء الجامع وزخرفته عام 530 هـ.
تتألف القبلية من 6 مجازات، في كل منها 13 فتحة، تشكل الفتحة الوسطى منها المجاز القاطع، ويَستند سقف المجاز القاطع إلى صفين من أقواس حدوة الفرس المدببة والأقواس المفصصة، وقد جُعِلت الأقواس من نوع حدوة الفرس المدببة لأن سقف المجاز أعلى من بقية سقوف القبلية. يَستند سقف القبلية نفسها إلى 12 صفٍّ من أقواس حدوة الفرس الدائرية العامودية على جدار القبلية، وتستند الأقواس إلى دعامات آجرية يَختلف شكلها حسب عدد الأقواس التي تستند إليها: فإذا كانا قوسين (الدعامة مربعة أو مستطيلة)، وإذا كانوا ثلاثة أقواس (الدعامة ذات ثلاثة رؤوس)، وإذا كانوا أربعة أقواس (مصلبة).
فوق المحراب قبة تتشكل من تقاطع 12 زوجاً من الأقواس، وتملأ الزخارف الجصية (نقش الحديدة) الحشوات بين الأقواس، وفي القمة قبة صغيرة مقرنصة، سطح القبة من الخارج هرمي مكسو بالقرمود، وهذه القبة تشبه قباب جامع قرطبة.
وفي عصر الدولة الزيانية أضيفت قبة أخرى للمجاز القاطع مقابلة لقبة المحراب، كما أضيفت المئذنة، وجُعِلت مربعة كالمآذن المغربية، وأضيفت أروقة حول الصحن فصار صغيراً.
محراب جامع تلمسان كمحراب جامع قرطبة، مضلع يتقدمه قوس حدوة الفرس الدائري ويَتناوب فيه اللونان الأحمر والأبيض، وتُزيِّن واجهته الزخارف الجصية وكتابات بالخط الكوفي وخط الثلث الذي استعمل هنا وللمرة الأولى في المغرب العربي.

### توسعة جامع القرويين بفاس

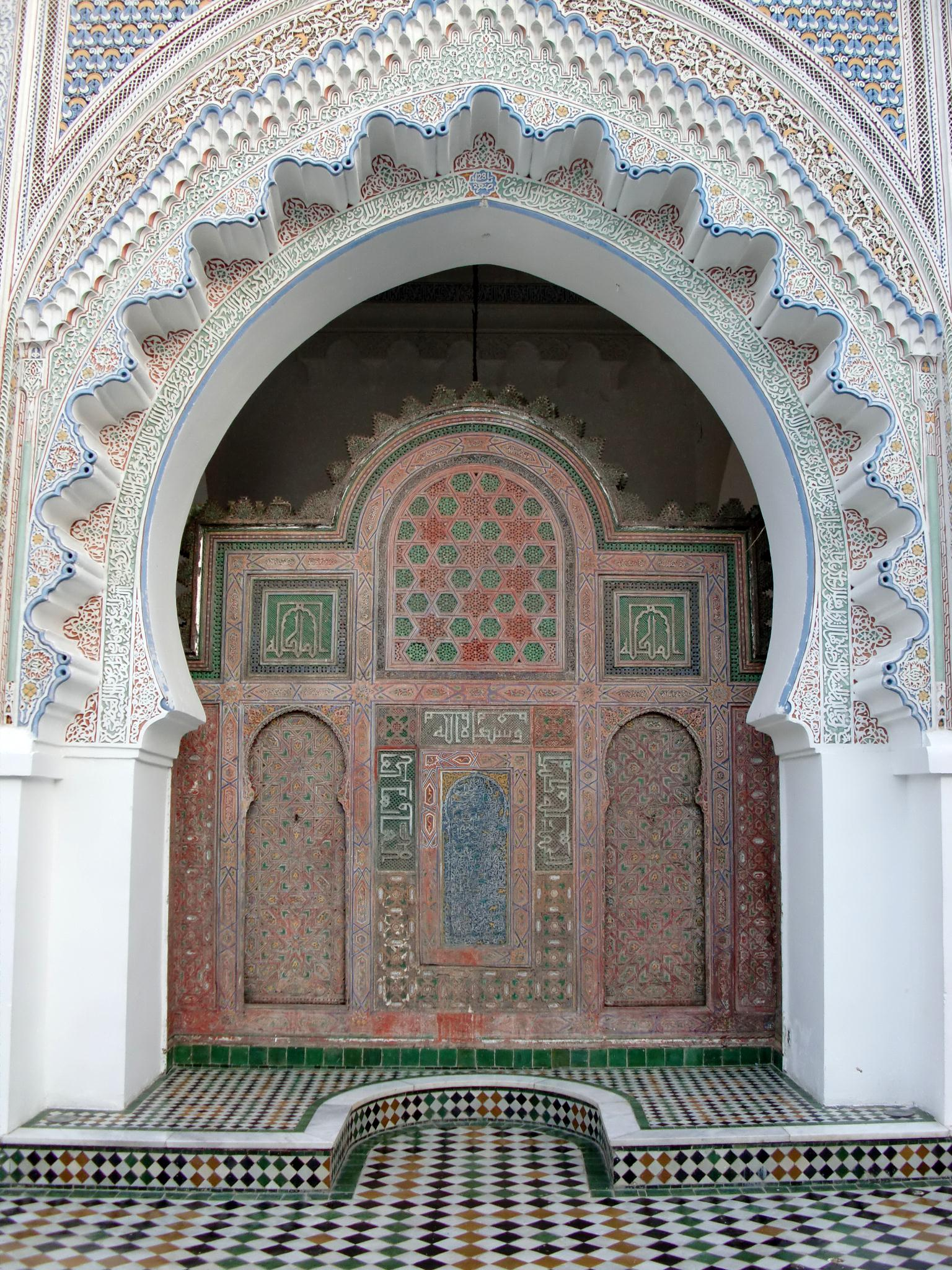
أمر الخليفة علي بن يوسف بن تاشفين بتوسيع جامع القرويين عام 1135 م

قامت ببناء جامع القرويين فاطمة بنت محمد الفهري عام 245 هـ/859 م، إذ قدمت على فاس مهاجرةً من القيروان فبنته فيها، ووسَّعه لاحقاً علي بن يوسف بن تاشفين سنة 530 هـ، ثم وُسِّع للمرة الأخيرة في عصر السعديين عام 1034هـ.
تتألف القبلية الحالية من 10 مجازات موازية لجدار القبلة في كل منها 21 فتحة، وهناك مجاز قاطع يصل بين الباب الأوسط للقبلية والمحراب.
السقف جمالونات مكسوة من الخارج بالقرمود الأخضر، تستند على 10 صفوف من الأقواس موازية لجدار القبلية وإلى جدار القبلة، يَتعامد معها صفان من الأقواس يحملان المجاز القاطع.
تستند الأقواس إلى دعامات مربعة، أما أقواس المجاز القاطع فتستند إلى دعامات مصلبة لأن كل دعامة تحمل 4 أقواس تُغطي المجاز القاطع قباب وأقبية غنية بالمقرنصات والزخارف الجصية.
تُحيط بالصحن 3 أروقة في الشرق والغرب والشمال، وأما المئذنة مُربَّعة تحتل جزءاً من الرواق الغربي.

### الأسوار
ابتكرَ المرابطون نظاماً جديداً في تخطيط الأسوار، إذ عمدوا إلى الإكثار من الزوايا الداخلية والخارجية بالسور، بحيث يَتخذ شكل خطوط متعرجة متكسرة، وميزة هذا النظام أن يترك الجند أعداءَهم يَتقدَّمون داخل إحدى الزوايا، ثم يَندفعون عليهم من أعلى الأسوار على الدروب فيَفتكون بهم فتكاً ذريعاً، ويُشبه هذا النظام «الزمبرك» إذا ضغط عليه ثم ترك اندفع بقوة فيُصيب ما يُقابله، وما زالَ قطاع من هذه الأسوار بإشبيلية قائماً، ويُعـرف باسم «سور مقارنة»، ويمتد من باب مقارنة حتى باب قرطبة، وتتناثر بعض بقاياه بعد ذلك في حديقة معهد الوادي.

## العمارة الموحدية
بقيَ من المنشآت الموحدية عدد من المساجد الكبيرة التي شيدوها في الرباط ومراكش وإشبيلية وتنمال وتلمسان.

### جامع تنمال

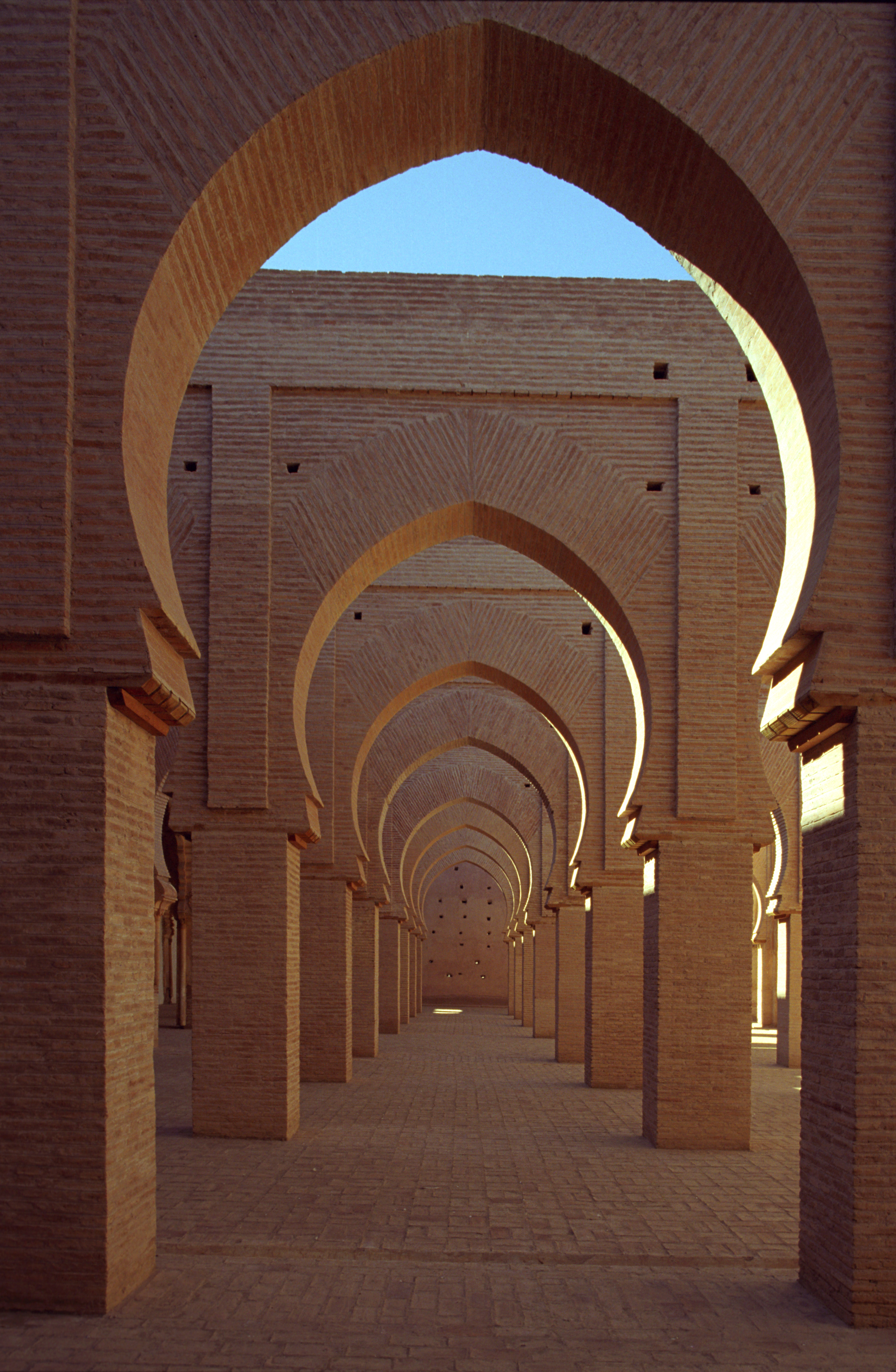
جامع تنمال.

بناه الخليفة الموحدي عبد المؤمن بن علي عام 548 هـ في مدينة «تنمال» بجبال الأطلس.
تتألف القبلية من 5 مجازات في كل منها 9 فتحات، وتُشكل الفتحات الوسطى مجازاً قاطعاً، وهيَ أعرض من الفتحات المجاورة. يَستند السقف إلى أقواس حدوة فرس مدببة وعمودية على جدار القبلية، وصفُّ من الأقواس المفصصة مواز لجدارِ القبلة، وتستند الأقواس إلى دعامات آجرية. تُوجد فوق المحراب قبة، وعلى جانبيها في كل ركن تُوجد قبة، كما في العمارة الفاطمية في كل من الجامع الأزهر وجامع الحاكم بـالقاهرة.
المحراب مضلع قوسه من نوع حدوة الفرس المدببة، وزيِّنت واجهته بأقواس مفصصة وزخارف جصية، على يمين المحراب غرفة المنبر وعلى يساره غرفة الإمام ولها باب إلى خارج المسجد.
ترتفع المئذنة فوق المحراب والغرفتين التي على جانبيه وهي على شكل برج مربع كالمآذن المغربية.
على جانبي الصحن رواقان، وللمسجد باب شمالي و3 أبواب في كل من الشرق والغرب.

### جامع الكتبية في مراكش

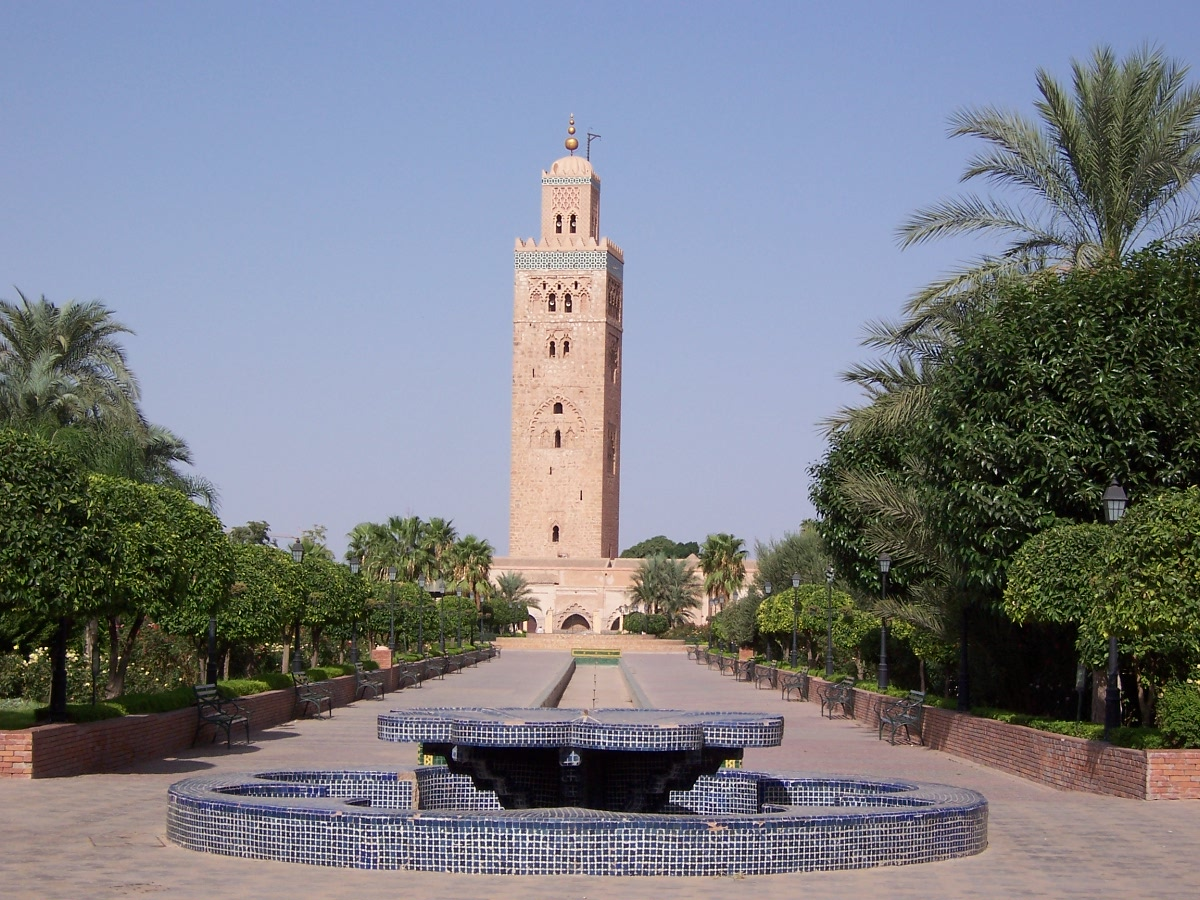
جامع الكتبية في مراكش.

تبدأ قصة بناء جامع الكتبية منذ الأيام الأولى لانتصار الموحدين على المرابطين. فقد أبى كثير من الموحدين دخول البلدة أو الاستقرار فيها بمعنى أدق، وذلك لأنهم كانوا يَسمعون مؤسس دولتهم المهدي ابن تومرت يقول لهم دائماً: «لا تدخلوا مراكش حتى تُطهِّروها». ولما التمسوا معنى تطهيرها لدى فقهائهم أجابوهم: «إن مساجد مراكش فيها انحراف قليل في القبلة عن الجهة الصحيحة، فعليكم أن تبنوا مسجداً دقيق الاتجاه، صحيح القبلة فيها».
بناهُ عبد المؤمن بن علي عام 541 هـ، ثم هُدمَ بسبب انحرافه عن القبلة، وأعيد بناءه وأصبح كما هو اليوم، وذلك في أيام يعقوب المنصور حولي عام 592 هـ، وهذا الجامع يُعد من أهم المنشآت الموحدية.
تتألف القبلية من 7 مجازات، في كل منها 17 فتحة، تشكل الوُسطى منها المجاز القاطع. يستند السقف إلى أقواس حدوة الفرس المدببة والعمودية على جدار القبلية، والتي تستند بدورها إلى دعامات، وهناك صف من الأقٌواس المفصصة متعامدٌ معَ هذه الأقواس ومواز لجدار القبلة ويحدد مجاز المحراب، كما تُوجد 6 صفوف من الأقواس المفصصة موازية لجدار المحراب في المجاز القاطع والفتحتين على جانبيه، وتحمل هذه الأقواس قباب خشبة هرمية من الخارج، وفي مجاز المحراب 5 قباب، وُسطاها تقع فوق المحراب.
الصحن صغير تحيط به 3 أروقة والمئذنة في الزاوية الشمالية الشرقية من الصحن، وتُعتبر أقدم مآذن الموحدين وأكملها، ويَبلغ ارتفاعها 67.5 م، وطول ضلعها 12.80 م، فطول ضلعها أكبر من طول ضلع مئذنة جامع عقبة بالقيروان (البالغ 10.60 م)، كما يُقارب ارتفاعها ضعف ارتفاع مئذنة جامع عقبة. بُنيت المئذنة بالحجارة، وزخرفت وجوهها بالأقواس المفصصة المتداخلة والمتشابكة، وتتخللها النوافذ للإنارة والتهوية ويَنتهي القسم السفلي منها بشرفات. الدور الثاني من المئذنة أصغر من الأول وتعلوه قبة صغيرة، ويُصعَد إلى المئذنة بمرقاة (سطح منحدر) بدلاً من الدرج.
يَرجع بناء منبر الجامع إلى عهد عبد المؤمن، ولا يَزال محافظاً إلى الآن على كثير من جماله ونضارته رغم أن بعض أطرافه كبتت من طول السنين، وقد بهَرَ هذا المنبر المستشرق «تيراس» فوصفه بأنه أجمل منبر في الغرب، وقد صُنعَ هذا المنبر في الأندلس من العود والصندل الأحمر والأصفر وكانت له صفائح من الذهب والفضة.

### صومعة حسان في الرباط

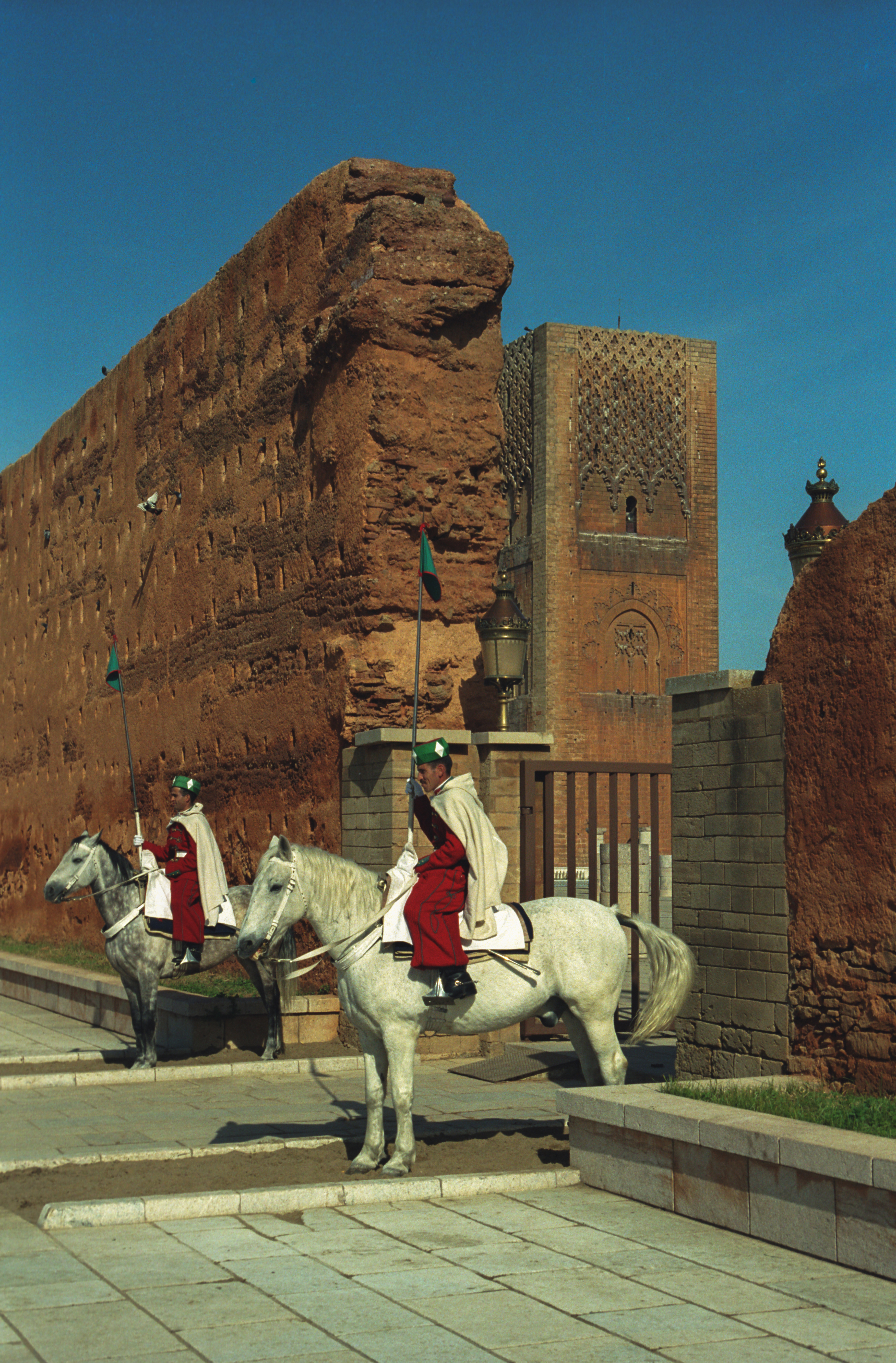
صومعة حسان وجانب من السور الذي يحيط بها.

أسس الموحدون مدينة الرباط وأحاطوها بالأسوار وسموها «رباط الفتح» تخليداً لانتصار الأمير يعقوب المنصور على الإسبان في معركة الأرك عام 591 هـ. وقد أنشأ يعقوب المنصور في مدينة الرباط هذا المسجد الجامع الكبير الذي بلغت أبعاده 180×139 م ليَتسع لألوف جنود المرابطين.
تتألف القبلية من 21 مجازاً في كل منها 21 فتحة، تُشكل الفتحة الوسطى منها المجاز القاطع.
مخطط قبلية «جامع حسان» فريدٌ من نوعه، إذ تلي جدار القبلية 3 صفوف من الأقواس موازية له، تقطعها أقواس المجاز القاطع، أما صفوف الأقواس في بقية المجازات فهيَ عمودية على جدار القبلة، ولقد أنشأ ضمن القبلية صحنان صغيران للإنارة والتهوية يمتدان من الشمال إلى الجنوب، أما الصحن الرئيسي فهو شمال القبلية تحيط به 3 أروقة، وتتوسط الرواق الشمالي مئذنة مربعة تزينها الأقواس المفصصة والمتقاطعة، وهذه المئذنة هي ما تبقى من المسجد، أما بقية أقسام المسجد فقد تهدمت.
بُنيت المئذنة بالحجر المنحوت، فطول ظلها 16م وارتفاعها 44م، ويُصعَد إليها بمرقاة (سطح منحدر) تدورُ حول القسم المركزي المؤلف من 6 غرف فوق بعضها، وقد سُقفت هذه الغرف بأقباء مختلفة الأشكال.
ونسبة المسجد إلى حسان يحيط بها الغموض، ولكن أرجحَ الروايات تذكر أن حساناً مهندس أندلسي وضع تصميمَ المسجد والمنار وأشرف على بناء ما شيِّد منه. ولا يَتيسَّرُ من المصادر ما يؤكد أن حساناً هذا قد شارك في تصميم وبناء مساجد أخرى بالمغرب.

### برج الذهب

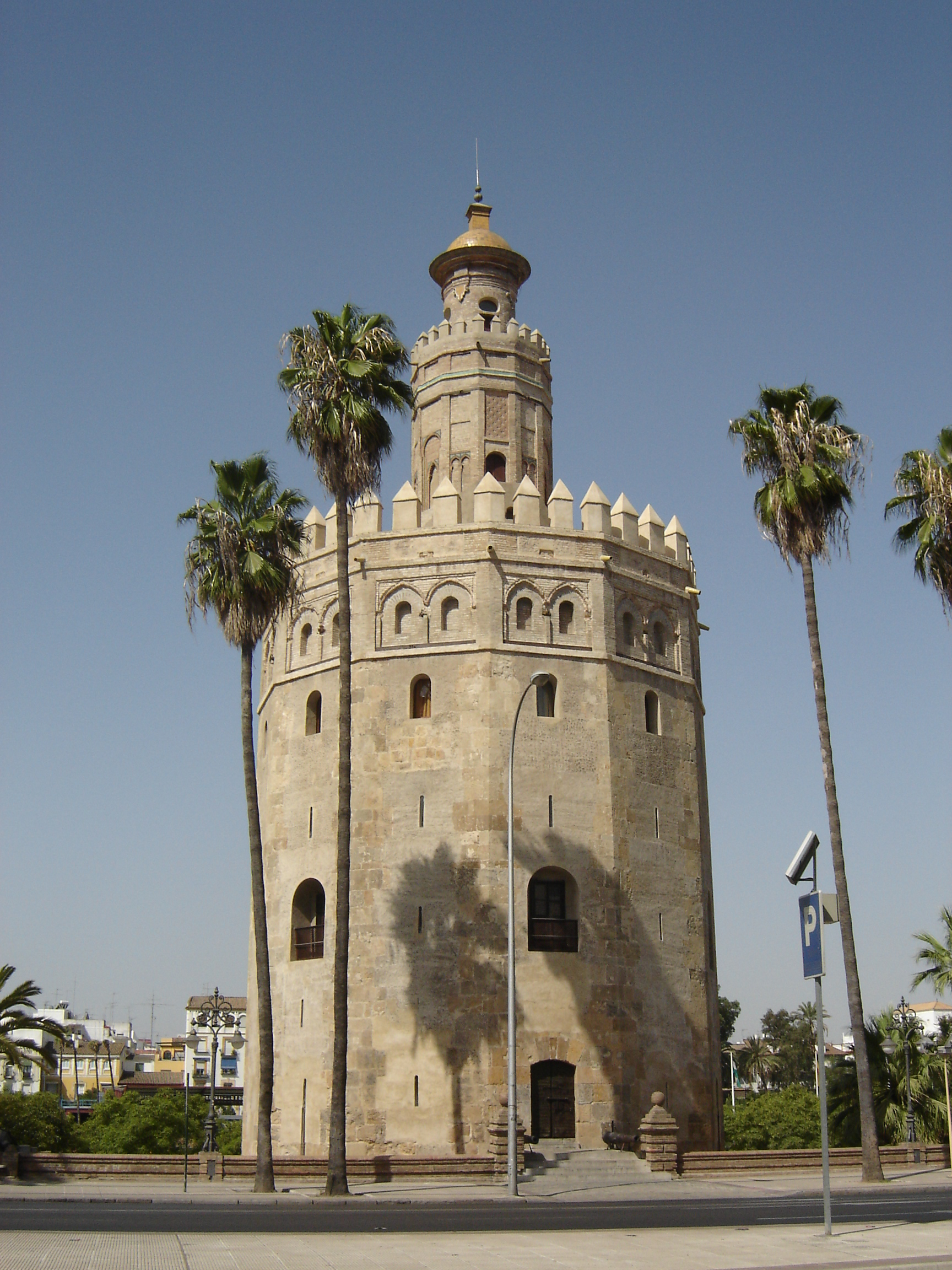
برج الذهب في مدينة إشبيلية.

برج الذهب هوَ من معالم إشبيلية الباقية. فقد بنى وشيّدَ سوره الأماميَّ الحاكم أبو العلا إدريس عـام 1223م، وحفرَ حوله خندقاً ومدَّ منه سوراً قليل الارتفاع إلى نهر الوادي الكبير ببرج ضخـم كبـير الأضلاع هـو بـرج الذهب القائم حتى اليوم. وفي مقابل هذا البرج برج ممـاثل لـه عـلى الشاطئ القريب من المدينة، تَربط بينهما سلسلة حديدية ضخمة تمنع السفن من المرور ليلاً في نهر الوادي الكبير حماية للمدينة من التسلل إليه عبر النهر.

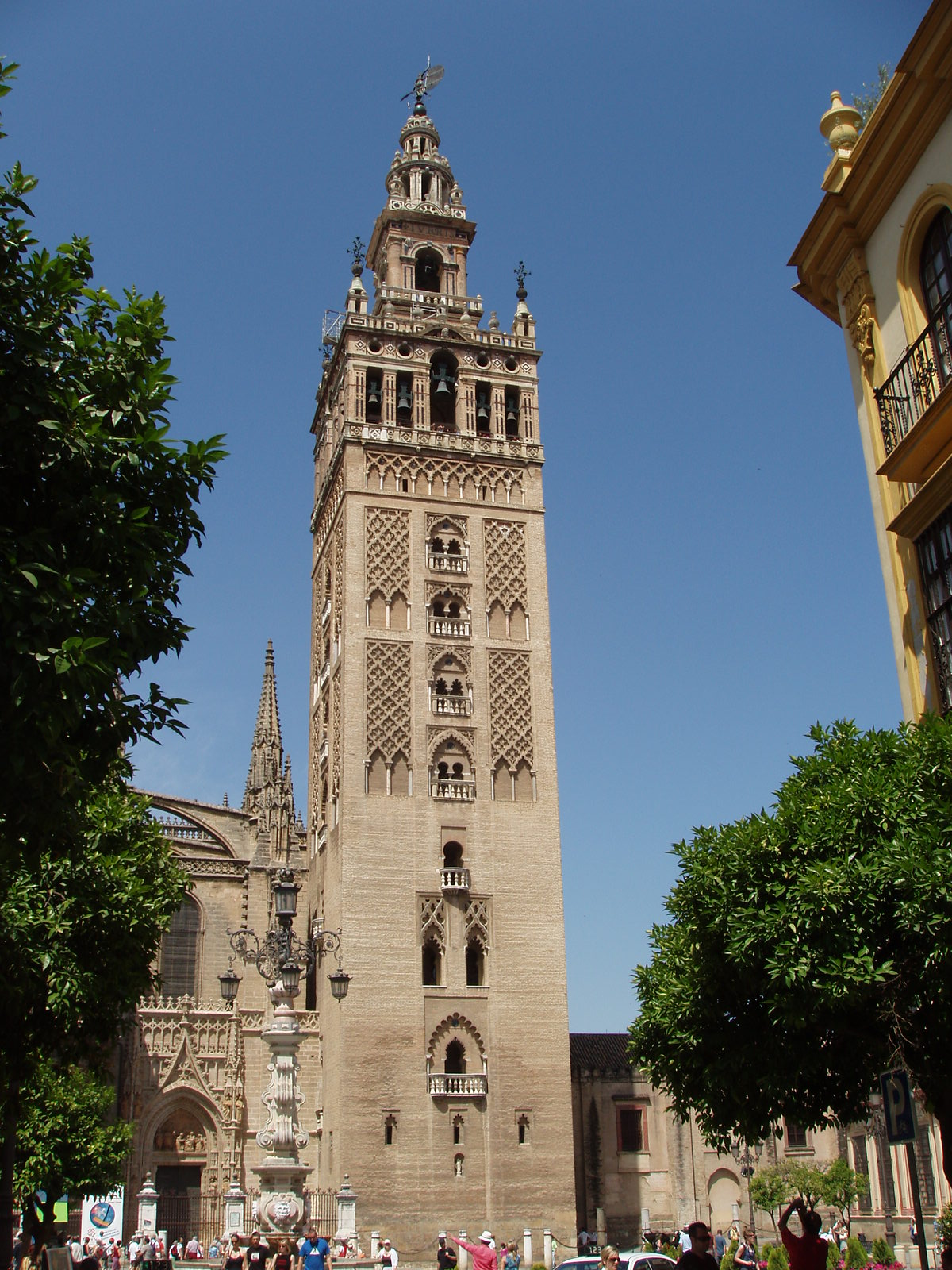
مئذنة المسجد الجامع، وعليه تقوم اليوم كاتدرائية "جيرالدا بإشبيلية".

### منارة جامع المنصور بإشبيلية
المسجد الجامع بالقصبة الذي أسسه «أبو يعقوب يوسف»، وعليه تقوم اليوم كاتدرائية إشبيلية. لمـا خلفـه ابنـه أبـو يوسـف يعقـوب أمر والي إشبيلية بالإشراف على إتمام مشروع أبيه وإكمـال بنـاء مئذنـة تجاوز في ارتفاعها مئذنة قرطبة، ولم يتم المئذنة إلا بعد انتصار أبي يوسـف يعقـوب المنصـور عـلى جـيوش قشتالة فـي موقعـة الأرك فـي 10 يوليـو عام 1195م/ 591 هـ. وارتفعت المئذنة في رشاقة مشرفة على سهول إشبيلية. ويزين كل جـدار مـن جـدران المئذنـة شـبكتان من المعينات البارزة تختلف في كل وجه من وجوها، وتحتل المنطقة الوسطى بين الشبكتين أقواس متجاوزة ومفصصة في غاية الروعة والجمال. ثـم أمـر«أبـو يوسف» بصنع التفاحات الأربعة المذهبة لتتوج المئذنة، ورفعت في السفود البارز بـأعلى قبة المئذنة، ثم أزيحت عنها الأغشية التي كانت تغطيها في احتفال حضره الحاكم وولـي عهـده النـاصر وجميع بنيه وشيوخ الموحدين والقاضي وأعيان المدينة، وذلك في ربيع الآخر عام 594 هـ/1197م. فبهرت ببريقها ولألأتها عيون الحاضرين.
ومن ساحة هذا المسجد الأخير كانت تتشعب كل طرق المدينة مؤدية إلى الأبواب المفتوحة بالأسوار، ومن العجيب حقا أن نرى اليوم بعض الطرق تحتفظ بتخطيطها القديم، إذ تمتد من طرف إلى آخر بالمدينة مارة بالمسجد.
ولمـا سـقطت إشبيلية في يد «فرناندو الثالث» ملك قشتالة، تحول المسجد الجامع إلى كنيسة ماريـا، وظـل المسجد قائما على تلك الحال دون أن تصيب عمارته أضرار جسيمة، ومع ذلك فقـد أقيمـت به عدة مصليات، منها المصلى الملكي، وتلاحقت عليه بعد ذلك المصائب على أثـر الزلـزال، فـاضطر المجـلس الكنسـي بإشـبيلية إلـى اتخاذ قرار بهدمه وبناء كاتدرائية مكانه، وبالفعل هدم الجامع، ووضع حجر الأساس في البناء الجديد عام 804هـ/ 1402م، وقـد ظـل بهـو الجـامع - المعروف ببهو البرتقال - محتفظا بسلامته إلى حد كبير حتى تهدمت مجنبته الغربية عام 1026هـ/ 1618م.
مئذنة «جيرالدا بإشبيلية» أمـا المئذنـة فقـد تحـولت بعـد سـقوط إشـبيلية عـام 1246م إلى برج للنواقيس ملحق بالكنيسـة ثـم سـقطت تفاحاتها الذهبية على أثر زلزال عام 756هـ/ 1355م. ثم أزالت إحـدى الصـواعق الجـزء العلوي من المئذنة عام 899هـ/ 1494م. كما سقط جزء آخر منهـا فـي زلـزال عـام 909هــ/ 1504م. وأقام الإسبان مكان هذا الطابق العلوي طابقا جديدا من البناء عام 974هـ/ 1567م، نصب في أعلاه عام 975هـ/ 1568م. تمثال من البرونز يدور مع الرياح، ومن هنا أطلق عليه اسم خيرالديو أو دوارة الهواء، وتحول هذا الاسم إلى «خيرالدا»، وأصبح يطلق منذ أوائل القرن الثامن عشر على البرج بأكمله.